# Maria Helfgott
Maria Rebecca Margareta Helfgott (* 13. Mai 1974 in Bruck an der Mur) ist eine österreichische Organistin und Musikwissenschaftlerin.

## Ausbildung
Maria Helfgott erhielt ihren ersten Musikunterricht mit 5 Jahren. Mit 11 Jahren begann sie bereits ihr Klavierstudium an der Hochschule für Musik und darstellende Kunst Wien. Noch während der Gymnasialzeit folgte das Konzertfach-Studium Orgel ebenfalls an der Hochschule (Universität) für Musik und darstellende Kunst Wien, das sie mit der Diplomprüfung (Mag. art) abschloss. Daneben absolvierte sie Meisterkurse im Bereich Orgelimprovisation und Cembalo. Maria Helfgott ist Preisträgerin mehrerer Wettbewerbe.
Parallel zum Orgelstudium studierte sie Musikwissenschaft und Kunstgeschichte an der Universität Wien, das sie mit Mag.phil. (Diplomarbeit: Das Orgelwerk von Augustinus Franz Kropfreiter) und Dr. phil. (Dissertation: Die Orgelmesse. Eine Untersuchung der orgelbegleiteten Messen vom ausgehenden 18. bis zum beginnenden 20. Jh.) abschloss (Ausgezeichnet mit dem Dissertationspreis des Instituts für Musikwissenschaft der Universität Wien).

## Künstlerische Tätigkeit
Als Konzert-Organistin ist Maria Helfgott für ein breitgefächertes Repertoire von der Alten Musik bis in die Gegenwart bekannt. Ihre besonderen Verdienste erwarb sie durch Aufführungen österreichischer Komponisten und der Neuentdeckung unbekannter Orgelwerke. Ihre Zusammenarbeit mit bedeutenden Künstlern hat sie in mehrere Länder Europas geführt.
Neben ihrer Konzerttätigkeit ist sie Organistin in Mitterdorf und Wartberg im Mürztal und Kirchenmusikerin der Diözese Graz-Seckau.

## Wissenschaftliche Tätigkeit
Maria Helfgott ist Senior Scientist am Institut für Orgel, Orgelforschung und Kirchenmusik der Universität für Musik und darstellende Kunst Wien mit Forschungsschwerpunkt Historische Aufführungspraxis und Interpretationsforschung sowie Orgelforschung. Von 2013 bis 2016 war sie Leiterin des Instituts für Musikalische Stilforschung an der Universität für Musik und darstellende Kunst Wien. Nach Auflösung des Instituts war sie am Institut für Musikwissenschaft und Interpretationsforschung tätig. Seit 2022 ist sie Leiterin des Zentrums für Orgelforschung am Institut für Orgel, Orgelforschung und Kirchenmusik.
Weitere Funktionen: Präsidentin des Österreichischen Orgelforums, Generalsekretärin des Internationalen Franz-Schmidt-Orgelwettbewerbs, Präsidentin der Camerata Viennensis Konzertvereinigung., Mitglied des Senats der mdw.

## Publikationen
- Maria Helfgott: Alte Musik neu übersetzen? In: Performing Translation. 2014.
- Maria Helfgott: Die Orgelmesse: eine Untersuchung der orgelbegleiteten Messen vom ausgehenden 18. bis zum beginnenden 20. Jahrhundert (Diss. Univ. Wien, 2009).
- Maria Helfgott (Hrsg.): Wiener Musikgeschichte: Annäherungen – Analysen – Ausblicke. Festschrift für Hartmut Krones.